# John Michael Wright

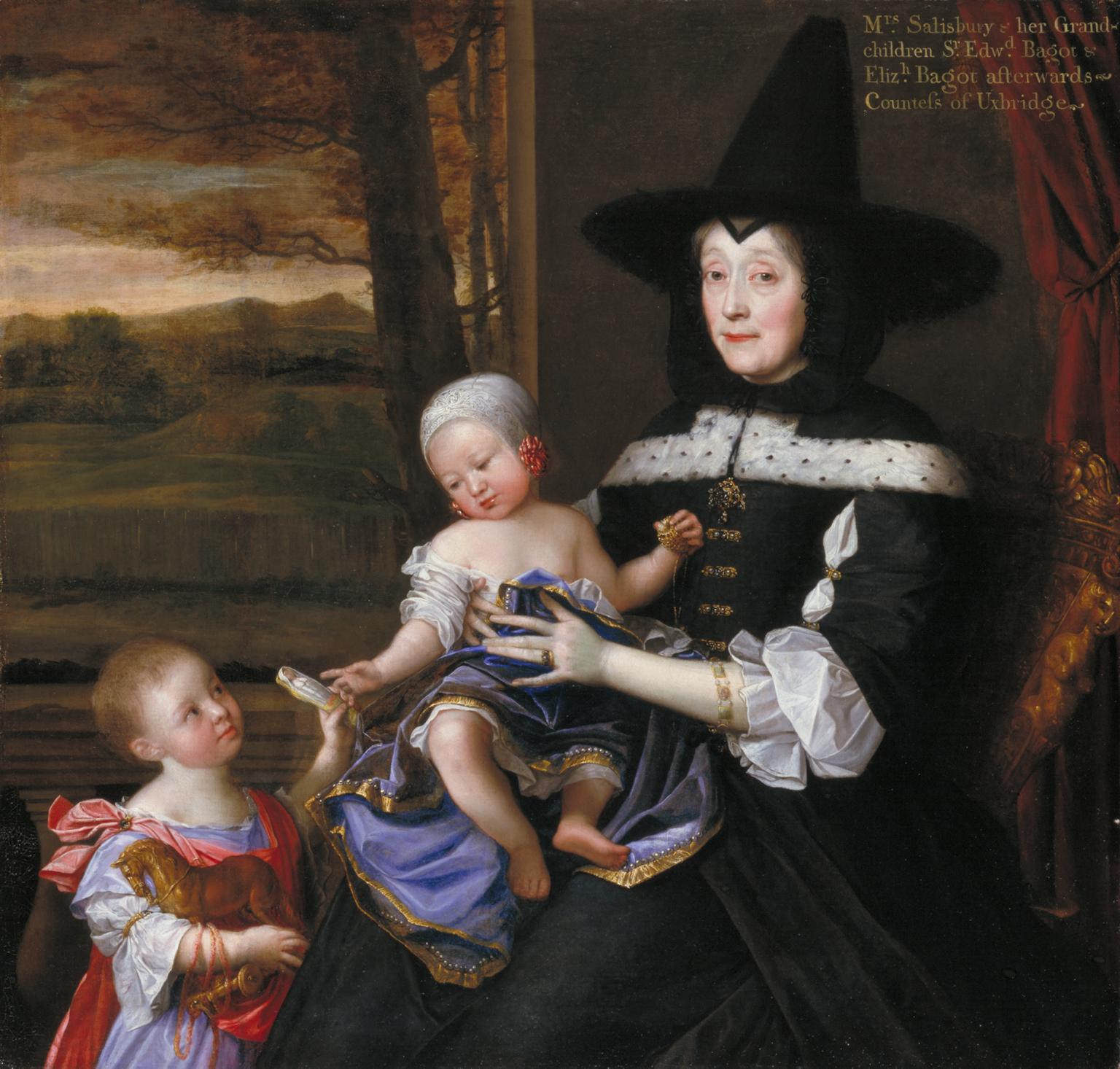
Mrs Salesbury amb els seus nets (c. 1676), Tate

John Michael Wright (maig de 1617 – juliol de 1694) va ser un pintor de retrats britànic del barroc. Va fer el seu aprenentatge a Edimburg sota la tutela del pintor escocès George Jamesone, i va adquier una considerable reputació com a artista i erudit durant una llarga estada a Roma. A Roma va ser admès com a membre de l'Accademia di San Luca i va relacionar-se amb alguns dels més importants artistes de la seua generació. L'any 1655 va ser comisionat per l'arxiduc Leopold Guillem d'Habsburg, governador dels Països Baixos espanyols, per adquirir obres d'art a l'Anglaterra d'Oliver Cromwell. A partir de 1656 va establir la seua residència permanent a Anglaterra on va ser pintor de cambra abans i després de la Restauració anglesa. Com a convers al Catolicisme, fou un favorit de la restaurada cort Estuard; va treballar per a Carles II i Jaume II i fou testimoni de moltes de les maniobres polítiques de l'època. En els darrers anys de la monarquia Estuard va tornar a Roma com a integrant d'una ambaixada davant del papa Innocenci XI.
Generalment es considera Wright com un dels pintors britànics nadius més importants de la seua generació, sobretot pel seu característic realisme aplicat als retrats. Potser a causa de l'extraordinària naturalesa cosmopolita de la seua experiència vital, va ser promocionat pels seus patrons a les posicions més elevades, en una època en què a Anglaterra es preferien habitualment els artistes estrangers. Avui dia, els seus retrats de personatges de la reialesa i l'aristocràcia es troben en molts dels principals museus del món.

## Primers anys i connexions amb Escòcia

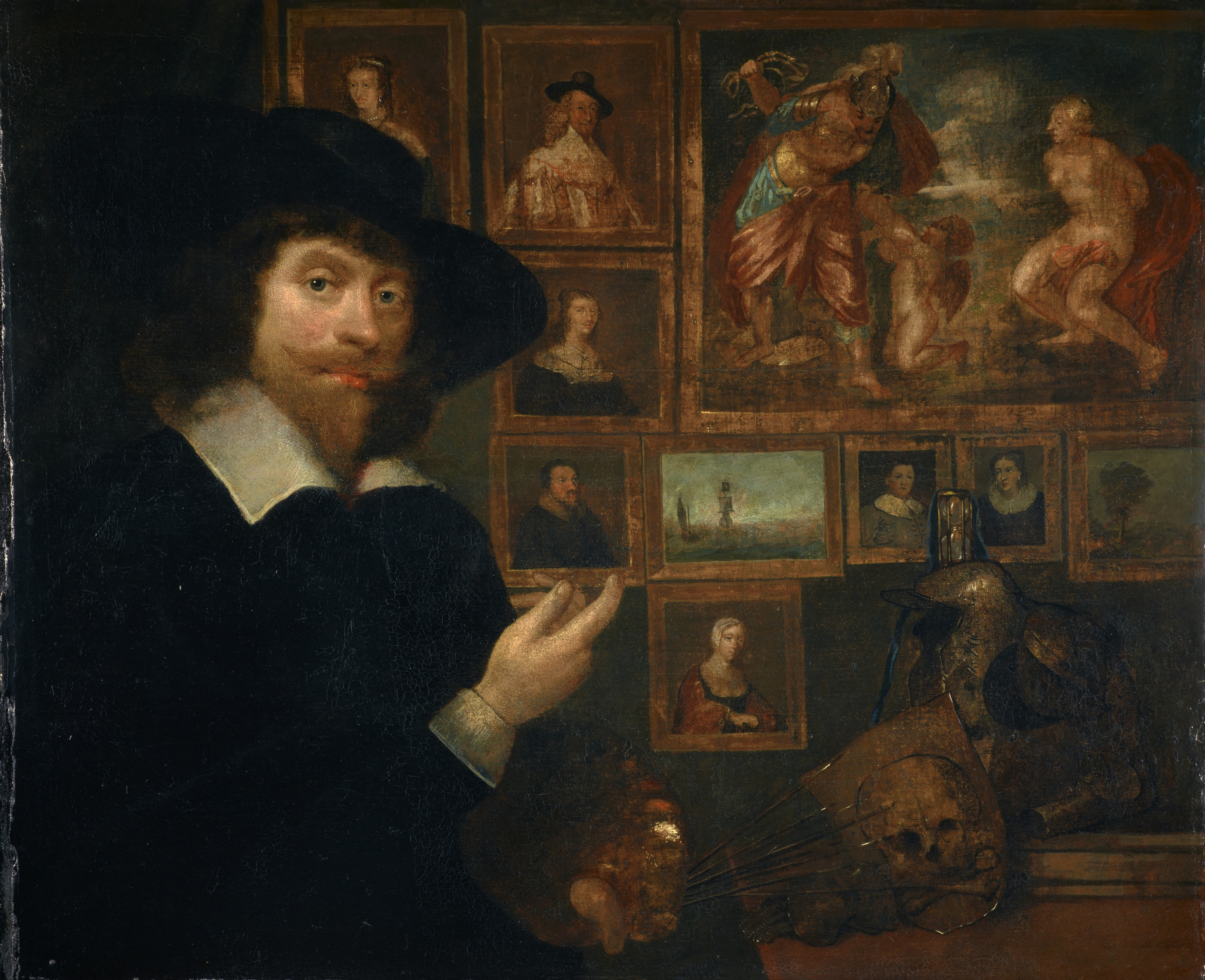
George Jamesone (1590–1644) autoretrat (c.1642), Galeries nacionals d'Escòcia

La procedència de John Michael Wright, qui al cim de la seua carrera signava indiferentment com «Anglus» o «Scotus», és incerta.
L'escriptor John Evelyn el va qualificar d'escocès, un epítet repetit per Horace Walpole i acceptat provisionalment pel seu últim biògraf, Verne. No obstant això, en un escrit de 1700, l'antiquari anglès Thomas Hearne va dir que Wright havia nascut a Shoe Lane, Londres i que després de la seua conversió al catolicisme, quan encara era un adolescent, va ser portat a Escòcia per un sacerdot. El naixement a Londres sembla confirmar-se pel registre d'un bateig, datat el 25 de maig de 1617, d'un tal "Mighell Wryghtt", fill de James Wright, sastre i ciutadà de Londres, a l'església de St Bride, Fleet Street, Londres.
El que se sap és que el 6 d'abril de 1636, un Wright de dinou anys era aprenent de George Jamesone, un pintor retratista d'Edimburg amb certa reputació. El Registre d'aprenents d'Edimburg el recull com «Michaell, fill de James W(right), sastre, ciutadà de Londres». Les raons del seu trasllat a Escòcia no s'han aclarit, però va poder ser degut a relacions familiars (els seus pares podrien haver estat escocesos emigrats a Londres) o l'esclat de la pesta. Hom creu que durant la seua estada a Edimburg va allotjar-se en un edifici d'apartaments situat a la Royal Mile prop de la Netherbow Gate, que Jameson usava com a taller. Inicialment s'havia parlat d'un aprenentatge de cinc anys, però va haver de ser acurtat arran de l'empresonament de Jameson a la darreria de 1639. No hi ha constància de cap obra individual de Wright durant aquest període (la seua primera obra coneguda és un petit retrat de Robert Bruce, I comte d'Ailesbury pintat a principi de la dècada dels 1640 durant la seua estada a Roma).
També és possible que Wright coneguera la seua muller durant la seua estada a Escòcia. No se sap res d'ella, excepte per un text de trenta anys després, que la descriu com «relacionada amb les més nobles i distingides famílies d'Escòcia». Si això és cert, explicaria com posteriorment Wright va ser capaç d'atraure els encàrrecs de l'aristocràcia. Tot el que es coneix amb certesa és que Wright va tenir almenys un fill d'ella, anomenat Thomas.

## Roma i els Països Baixos

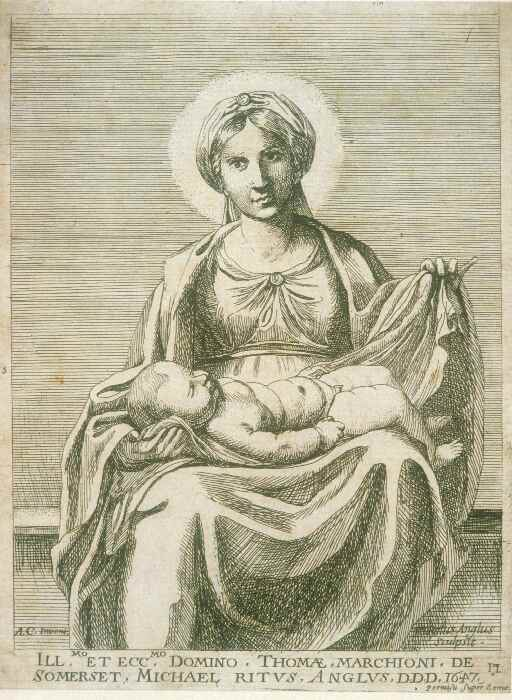
Mare de Déu i Infant (1647) basada en l'obra d'Annibale Carracci. Primera obra escocesa coneguda de Wright, dedicada al marquès de Somerfield. Col·lecció Hunterian

Hi ha indicis que suggereixen que Wright viatjà França després del seu aprenentatge, però el seu destí final va ser Itàlia. És possible que ja estiguera a Roma l'any 1642, entorn de la figura de James Alban Gibbes (un erudit d'origen escocès), però és segur que hi residia des de 1647. De la seua vida a Roma no hi ha més que mínims detalls, però certament la seua habilitat i reputació havien crescut tant que l'any 1648 va ingressar com a membre de la prestigiosa Accademia di San Luca (el registre diu "Michele Rita, pittore inglese"). En aquella època l'Acadèmia es componia de pintors italians reputats i de pintors estrangers il·lustres, com ara el francès Nicolas Poussin i l'espanyol Diego Velázquez. El 10 de febrer d'aquell any va ingressar en la Congregazione dei Virtuosi al Pantheon, una entitat caritativa que promovia la fe catòlica a través de l'art i que patrocinava una exposició anual al Panteó.
Wright va passar més de deu anys a Roma, i durant aquest temps esdevingué un competent lingüista i un respectat expert en temes artístics. A més, va guanyar prou diners com per reunir una gran col·lecció de llibres, gravats, pintures, gemmes i medalles; amb obres atribuïdes a Mantegna, Miquel Àngel, Rafael, Ticià i Correggio. Va adquirir al voltant de quaranta quadres, potser tant com a marxant d'art com a col·lecionista. Richard Symonds, pintor afeccionat i reialista, va catalogar la col·lecció de Wright a principi dels anys 1650 (cal destacar el fet interessant que va designar el pintor com "Scotus").

### Antiquari de Leopold d'Àustria

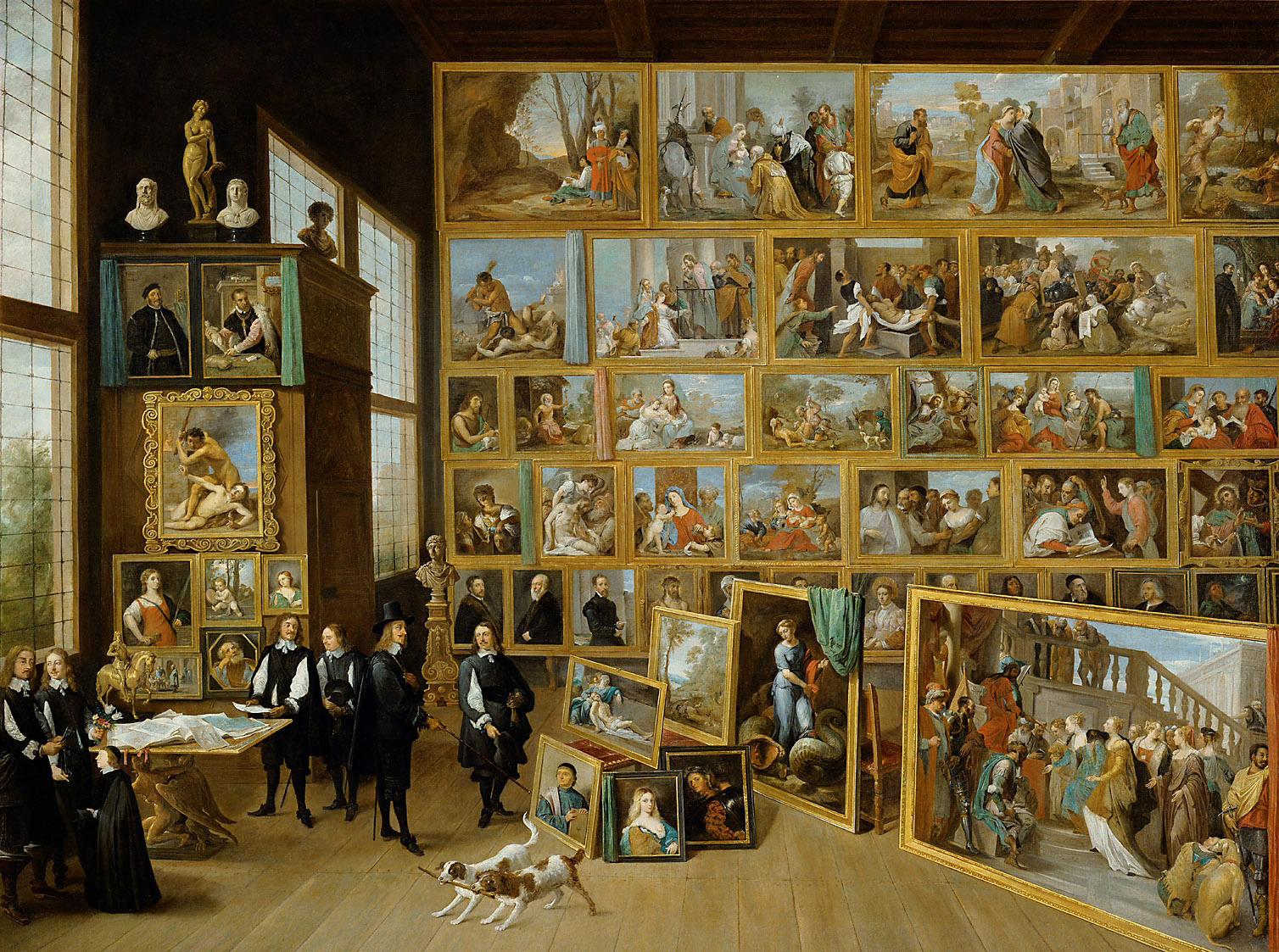
Galeria de l'Arxiduc Leopold a Brussel·les, per a la qual Wright va col·leccionar (pintura de David Teniers el Jove c. 1650).

L'any 1654, després d'haver passat una dècada a Roma, Wright es va traslladar a Brussel·les, on les seues habilitats van ser reconegudes per l'arxiduc Leopold Guillem d'Habsburg, aleshores governador dels Països Baixos espanyols. Leopold el va contractar no com a artista, sinó com a conseller d'antiguitats. Com a germà menor de l'emperador Ferran III i cosí de Felip IV d'Espanya, l'arxiduc disposava dels mitjans necessaris per reunir una gran col·lecció d'art i antiguitats. D'altra banda, a la primavera del 1655, l'arxiduc estava gaudint d'un període de relacions cordials amb Oliver Cromwell, llavors Lord Protector d'Anglaterra. (De fet, ambdós havien estat intercanviant cavalls en forma de regal, i Leopold havia proporcionat a Cromwell tapissos selectes i altres artefactes per a la remodelació del Palau de Whitehall. Cromwell també va rebre una ambaixada dels Habsburgs per a felicitar-lo pel seu nou càrrec.) Des de l'execució de Carles I l'any 1649, Leopold havia estat adquirint obres d'art de les col·leccions reials i de col·leccions privades d'alguns aristòcrates, i, en aquest context, va enviar Wright a Londres per adquirir-ne més. Per poder entrar a Anglaterra se li va emetre un passaport com «Juan Miguel Rita, pintor Inglés, que va a Inglaterra a procurar pinturas, medallas, antigüedades, y otras cosas señaladas, que le hemos encargado…» El passaport està datat el 22 de maig de 1655, i va ser signat per l'arxiduc a Brussel·les, tot indicant que Wright havia eixit d'Itàlia cap al ducat de Brabant per aquella època. (L'addició del nom "Joan", probablement indicaria la seua conversió al catolicisme poc abans, i seria el nom que se li va imposar en el bateig.)
Com a comissionat en missió oficial, probablement Wright va visitar l'ambaixador extraordinari de Leopold a Londres, Felipe Manuel de Bette el Marquès de Lede, i a Alonso de Cárdenas, l'ambaixador ordinari dels Habsburg - qui des de 1649 també s'ocupava de la compra d'obres d'art per a la Monarquia Espanyola. L'absència de registre d'aquestes visites fa impossible establir la data exacta i la durada del viatge. No obstant això, el Marquès de Lede va abandonar el càrrec a finals de juny i Cárdenas unes setmanes després, atès que les relacions entre Cromwell i els Habsburg s'havien deteriorat; de manera que probablement Wright va tornar a Flandes amb les obres que havia adquirit tot just a temps per assabentar-se que l'Arxiduc – i part de la seua enorme col·lecció artística – partirien de Brussel·les a la tardor d'aquell mateix any. Tot i això, després que l'Arxiduc s'havia instal·lat a Viena, Wright va tornar a Londres. El 9 d'abril de 1656 va creuar per Dover (Anglaterra), i el registre de viatgers indica: 
| « | El cavaller anglès Michael Wright va desembarcar a Dover el 9 del present, del vaixell correu procedent de Dunkerque; va eixir vers Londres el dia 12 i s'allotjà a la casa de Mrs Johnston a Weldstreet, parròquia de Gyles, als camps de Middlesex, i va dir que havent exercit l'art de la pintura i el dibuix a França, Itàlia i altres llocs la major part de la seua vida, tenia la intenció de tornar en breu a Itàlia, on havia deixat la seua família | » |

 Potser amb un zel intencionat Wright indica la seua estada als Països Baixos espanyols amb l'eufemística expressió «altres llocs» i omet la seua pertinença a l'Acadèmica de Sant Lluc, que podia haver-lo identificat com a catòlic romà.

## Anglaterra

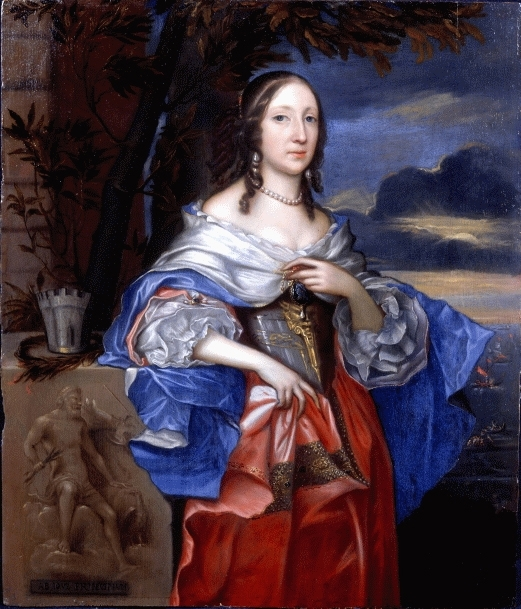
Elizabeth Claypole (1658), National Portrait Gallery

Qualssevol que foren les seues intencions, el fet és que Wright no va tornar a Itàlia, sinó que poc després va fer venir la seua família a Anglaterra. Tot i el seu fervent catolicisme i el radical protestantisme que caracteritzà el Protectorat (1653–1659), sembla que Wright va ser capaç d'adjudicar-se prestigiosos encàrrecs. De fet, Waterhouse diu que va practicar «l'adulació més deliberada i desvergonida a Cromwell» en el retrat pòstum d'Elizabeth Claypole, filla d'Oliver Cromwell, fet l'any 1658 (avui dia a la National Portrait Gallery). Es tracta d'un retrat al·legòric que mostra Elizabeth com Minerva, recolzada en un relleu tallat que mostra la deessa brollant del cap de Júpiter amb el lema Ab Jove Principium – una al·lusió al mateix Cromwell, de qui portava el retrat en un camafeu. Segons sembla, també va ser capaç de treballar per al bàndol contrari al règim: l'any 1659 va pintar el retrat del coronel John Russell, qui va intervenir en la conspiració Sealed Knot per restituir el tron a Carles II. Aquest retrat en particular és considerat per almenys un critíc com l'obra mestra de Wright.

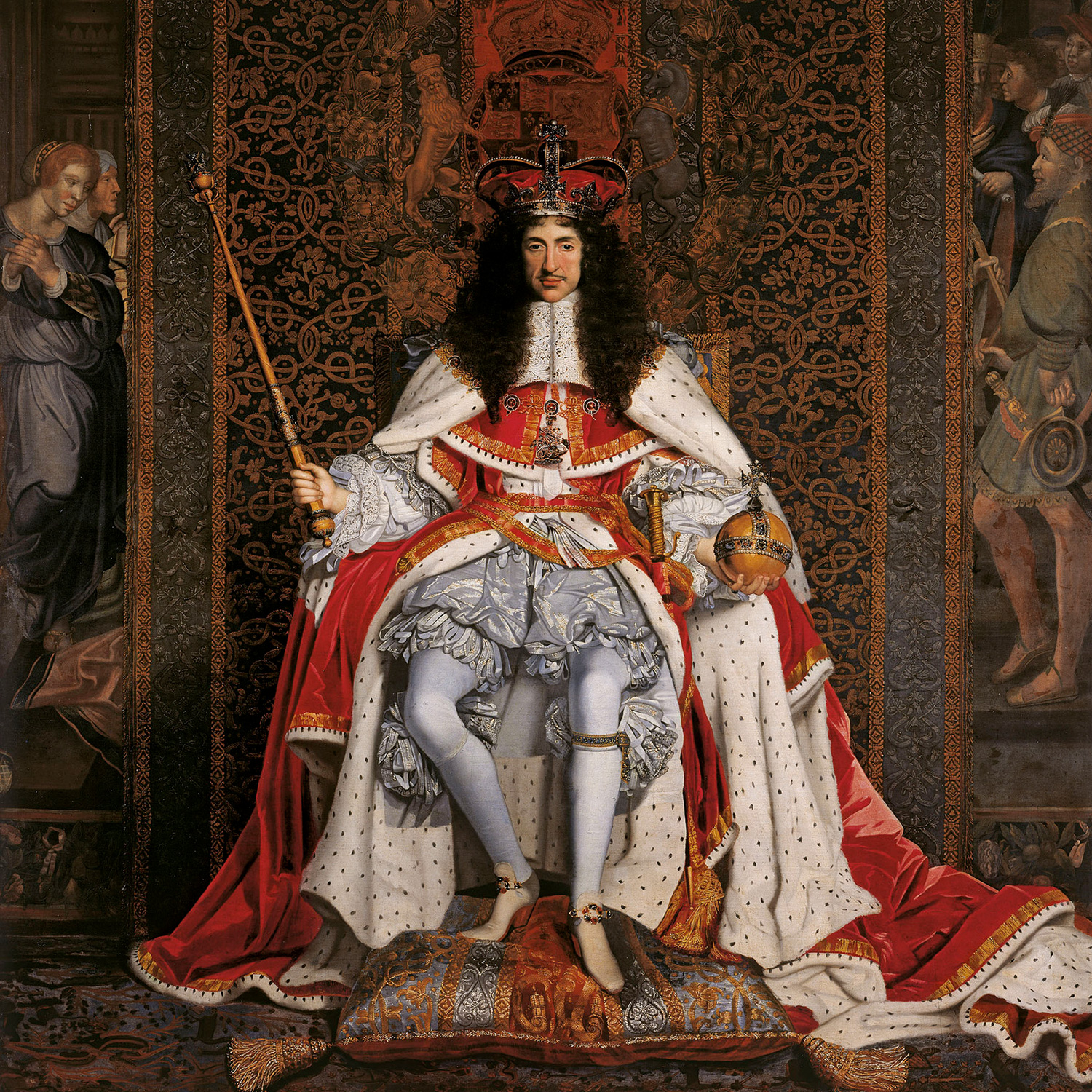
Retrat del rei Carles II per Wright, a la Royal Collection

Després de la restauració de Charles II l'any 1660, el catolicisme de Wright va deixar de ser un problema, a causa de la política de tolerància religiosa del rei. No mai va ser un bon home de negocis i Wright va trobar-se amb dificultats financeres. El rei Carles li va permetre vendre per lots la seua col·lecció d'obres d'art. El mateix rei va adquirir catorze dels quadres de la col·lecció de Wright. A principi de la dècada del 1660, Wright havia reeixit a establir un prestigiós taller a Londres, i era qualificat per l'escriptor John Evelyn al seu diari com «el famós pintor Mr Write». Després, la Gran pesta de Londres (1665) va fer que Wright se n'anara al camp, on va pintar almenys tres membres de la família catòlica Arundell of Wardour. Irònicament, l'any següent, el Gran incendi de Londres (1666) havia de beneficiar-lo, atès que li va ser adjudicat un dels primers encàrrecs artístics de la Ciutat de Londres per pintar vint-i-dos retrats de cos sencer dels anomenats «Jutges de l'Incendi» (nomenats per dictaminar en les disputes sobre propietats sorgides arran de l'incendi). Aquests quadres, acabats l'any 1670, van estar penjats al Guildhall fins que va ser bombardejat en la Segona Guerra Mundial; avui dia només hi ha dos (els de Sir Matthew Hale i Sir Hugh Wyndham) a la Galeria d'Art Guildhall; la resta han estat destruïts o s'han perdut.

### Patrocini reial

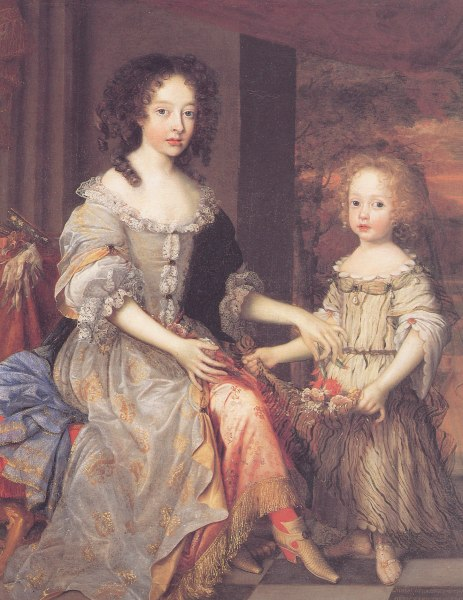
Les Ladies Catherine i Charlotte Talbot (1679), Tate

Carles II, qui va promocionar a la cort a un bon nombre de catòlics romans, afavorí Wright amb una mena de mecenatge artístic reial. L'any 1661, poc després de la coronació, va pintar un retrat formal del rei, assegut davant d'un tapís que representa el Judici de Salomó, amb la Corona de Sant Eduard, els guarniments de l'Orde de la Lligacama i subjectant l'orbe i el ceptre. També se li va encarregar la decoració del sostre del dormitori del rei al Palau de Whitehall, amb motius al·legòrics, i posteriorment, l'any 1673, va ser nomenat pintor permanent, el que li permetia signar les seues obres amb l'afegit de Pictor Regis. No obstant això, per al seu disgust, no va rebre el cobejat nomenament de «pintor del Rei», que en la dècada del 1660 va gaudir en solitari Sir Peter Lely. En contrast amb el realisme de Wright i els seus acurats paisatges de fons, l'estil de Lely era més glamurós, més estimat per la cort, i basat en l'estil pre-guerra de Van Dyck. Això va fer que Samuel Pepys escriguera al seu diari després d'una agradable visita a l'estudi de Lely, «Des d'allà me'n vaig anar a veure Wright, el pintor: però Déu meu, quina diferència entre les obres d'ambdós».
A diferència de Lely, qui va ser fet cavaller, Wright mai no va rebre cap distinció important de mans del rei Carles. No obstant això, almenys un dels seus admiradors pensava que la mereixia. L'any 1669, Wright i el pintor de retrats en miniatura Samuel Cooper havien conegut Cosme III de Mèdici, Gran Duc de la Toscana. Posteriorment, Cosme va posar-se en contacte amb Wright i li va encarregar un retrat del Duc d'Albemarle. El 3 de març de 1673, potser poc després que Wright hagués pintat el retrat oficial de Carles II (avui a la Royal Collection), una tal Mairie Lady Hermistan (evidentment una companya en la fe catòlica) va enviar una estranya carta a Cosme III, per demanar-li que intercedira davant del rei perquè concedís a Wright el títol de baronet. No obstant això, la carta no tingué cap efecte.

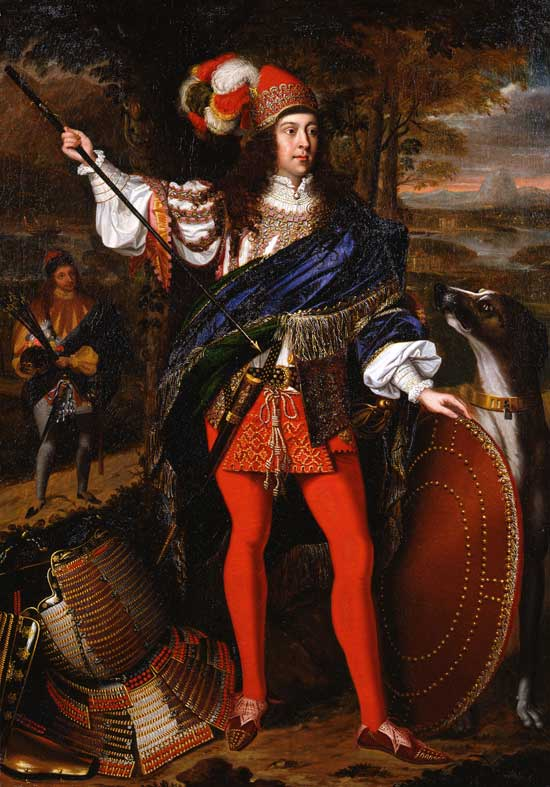
Sir Neil O'Neil (1680), Col·lecció Tate

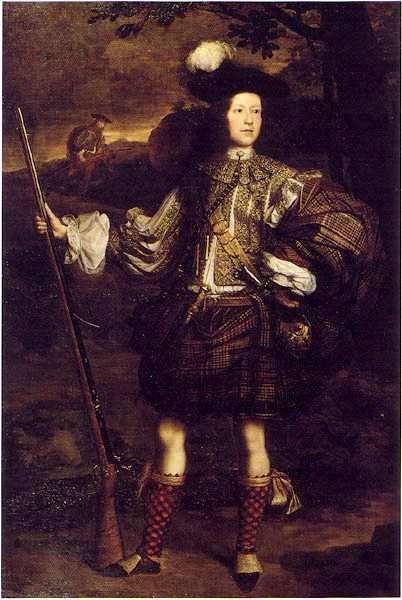
Lord Mungo Murray (c.1683), Scottish National Portrait Gallery

A mesura que l'antipatia contra els catòlics creixia al Londres de final de la dècada del 1670, Wright passava més temps treballant fora de la cort. Va pintar sis retrats de família per a Sir Walter Bagot de Blithfield, a Staffordshire, l'any 1676/7. L'any 1678 es va traslladar a Dublín i hi va romandre uns anys, potser a causa de la histèria anticatòlica desfermada pel complot papista de Titus Oates. Ací, signant encara com a Pictor Regis, va pintar Les Ladies Catherine i Charlotte Talbot, que encara es conserva a la National Gallery of Ireland. També va pintar dos retrats de cos sencer de cavallers disfressats, el Sir Neil O'Neil (c. 1680), avui dia a la Col·lecció Tate i el Lord Mungo Murray (c.1683), avui dia a la Scottish National Portrait Gallery. Sir Neil O’Neill també era un catòlic exiliat a Dublín.
Wright el va retratar vestit com a cabdill irlandès, amb una mena d'estranya armadura japonesa als peus. S'ha suggerit que aquesta armadura podria ser un símbol del triomf sobre els opressors del catolicisme, ja que en aquell temps els japonesos eren uns notoris perseguidors de catòlics. El retrat de Mungo Murray (cinquè fill del reialista Marquès d'Atholl) és important perquè es considera un dels primers tartans escocesos que apareixen en obres d'art.

### Ambaixada a Roma
L'any 1685, quan el declarat catòlic Jaume II va pujar al tron, Wright va poder tornar al servei reial. No obstant això, i de manera significativa, Jaume II no va comptar amb Wright com a artista, sinó que li va donar "el laboriós i inútil treball" d'adjunt d'una missió diplomàtica. Va ser designat adjunt de Roger Palmer, I Comte de Castlemaine, marit de Barbara Villiers, la darrera amant del rei. El seu coneixement de Roma i de l'italià van poder ser decisius en aquesta decisió, tan aviat com Castlemaine va ser enviat l'any 1686 en ambaixada davant del papa Innocenci XI, per demostrar que Anglaterra podria esdevenir un aliat catòlic del papat en els conflictes europeus. El paper de Wright en l'ambaixada va ser el de supervisar la producció d'elaborades carrosses, vestits i decoracions per a la processó que va garantir l'audiència papal el gener de 1687. També va organitzar un fastuós banquet per a milers de convidats al Palau Doria Pamphilj, adornat amb escultures de sucre i un gran retrat de Jaume II. Durant la seua estada a Roma, Wright publicà i il·lustrà una crònica de l'ambaixada, dedicada a la Duquessa de Mòdena, i al seu retorn va publicar-ne la versió anglesa, a l'octubre de 1687, dedicada a la germana de l'anterior dedicatària, la reina Maria.

### Últims anys
La carrera de Wright va arribar al seu final amb l'expulsió del rei Jaume II arran de la Revolució Gloriosa. Sembla que va acceptar la inevitable pèrdua del favor reial amb l'ascens al tron del protestant Guillem d'Orange. Va viure sis anys més, en una relativa pobresa. Al març del 1694 va fer testament, pel qual deixava a la seua neboda Katherine Vaux la casa al barri de la Catedral de Saint Paul. La seua col·lecció de dibuixos, gravats i llibres a anar a mans del seu nebot, el pintor Michael Wright; no obstant això, en codicil annex, va establir que els llibres havien de ser venuts a benefici del seu fill Thomas, qui llavors era a l'estranger. Els llibres van ser subhastats el 4 de juny i l'1 d'agost de 1694. John Michael Wright va ser enterrat a St Martin-in-the-Fields.

## Influència
Molts dels estudis sobre Wright i la seua obra són recents. L'any 1982, una exposició de la seua obra: 'John Michael Wright – Pintor del rei' – a la Scottish National Portrait Gallery – va atraure un renovat interès sobre les seues aportacions, i el catàleg (editat per Sara Stevenson i Duncan Thomson) va reescriure i va descobrir molts dels detalls biogràfics ara coneguts. Avui dia hom continua descobrint-ne noves obres, mentre que altres són reatribuïdes a ell. Avui dia se'l considera un dels artistes britànics més reeixits del segle xvii, al costat de contemporanis seus com ara Robert Walker o William Dobson. Un recent catàleg d'exposició el qualifica com "el millor pintor britànic del segle xvii". Certament, va ser un dels pocs pintors que van treballar per a l'elit aristocràtica del seu temps, i és l'autor d'alguns dels més importants retrats reials que han sobreviscut fins als nostres dies. Les fites que va assolir són realment significatives si tenim en compte que en la seua època, l'aristocràcia britànica s'estimava més els pintors estrangers, com ara Holbein i Van Dyck, i afavorien l'arribada de pintors forans, com en el cas de Lely o el de Kneller. De fet, part de l'èxit de Wright cal atribuir-lo a la seua formació cosmopolita: mai abans un artista britànic havia estat exposat a tan gran influència estrangera. Durant la seua estada a Itàlia i la seua pertinença a l'Accademia di San Luca, no només va col·leccionar obres dels grans mestres, com ara Miquel Àngel, Rafael o Ticià, sinó que l'obra d'aquests pintors el va influir, i sovint va copiar part de llur tècnica i estil.
|  |  |

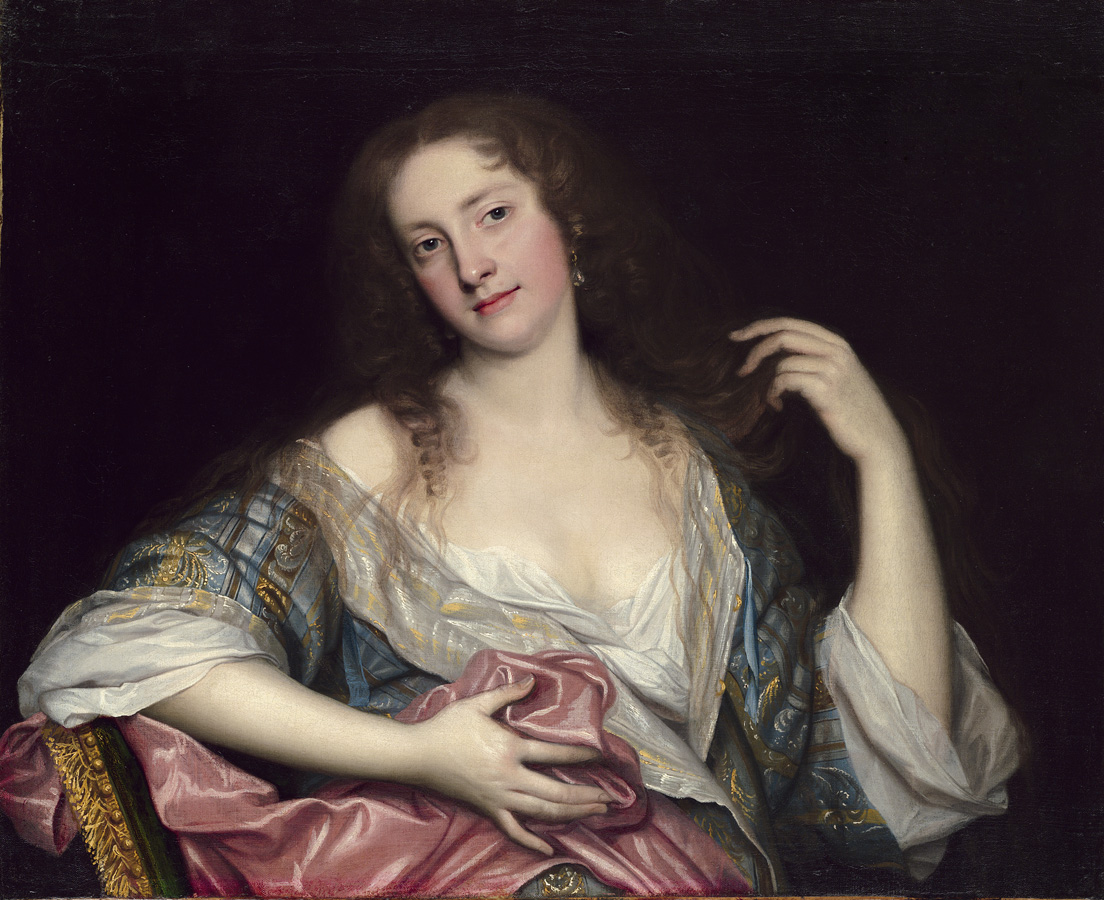
Retrat d'una dama, hom creu que Ann Davis, Lady Lee (data desconeguda), col·lecció privada

En la seua època, certament Wright va ser eclipsat pel seu rival, el més prolífic Lely, a qui sovint a ser comparat. El crític d'art Millar indica que qualsevol comparació entre ambdós "palesaria despietadament les debilitats i els manierismes de Wright" però de manera positiva "demostraria la seua destacable independència, la seua indestructible integritat i el seu encís; l'origen dels quals cal situar en la poc habitual procedència del pintor, la seua variada carrera i la seua atractiva personalitat". Millar suggereix que es pot fer una pràctica comparació entre els respectius retrats de la Duquessa de Clevland (Barbara Villiers) (més amunt). Mentre que Lely la va retratar com una "cortesana completament i palpablement desitjable", el més solemne Wright, que realment no simpatitzava amb la moral de la nova cort i dels seus cortesans, la pinta més aviat com una nina.
No obstant això, tot i que Lely va ser considerat el més competent i glamurós dels dos a l'Anglaterra del segle xvii, generalment es considera Wright com el més fidel retratista, un fet que reforça l'obervació de Pepys sobre el fet que l'obra de Lely era «bona però no fidel»". Però el realisme de Wright no ha de ser confós amb pudicitat; com es pot observar, per exemple, al seu retrat d'una dama, probablement Ann Davis (dreta). El quadre, que mostra la model amb la roba despassada i la sinada a penes subjectada amb un drap roig, es considera una exhibició directa -fins i tot descarada– de la realitat: eròtica per a la sensibilitat contemporània. Mentre els contemporanis de Wright haurien emprat la tàctica de disfressar la model com una deessa clàssica per evitar una possible acusació de procacitat, el retrat de Wright es basa en el seu realisme, especialment en les tonalitats de la carn, i en la seua profunditat.